# August Lass (Fußballspieler)
August Lass (* 16. August 1903 in Tallinn, Gouvernement Estland; † 27. November 1962 ebenda) war ein estnischer Fußballtorhüter deutsch-baltischer Herkunft. Mit der Estnischen Fußballnationalmannschaft nahm er an den Olympischen Sommerspielen 1924 in Paris teil.

## Karriere

### Fußballspieler
August Lass begann seine Karriere beim JK Tallinna Kalev, mit dem er 1923 erstmals in seiner Laufbahn die Estnische Meisterschaft gewinnen konnte. Später sollte er für den Tallinna Jalgpalliklubi aktiv sein, wohin er 1925 gewechselt war und zwei weitere Meistertitel feiern konnte.
Im Juli 1921 debütierte August Lass im Alter von 17 Jahren und 341 Tagen in der Estnischen Nationalmannschaft gegen Schweden. Drei Jahre später nahm er mit der Auswahl Estlands an den Olympischen Sommerspielen in Paris teil. Das letzte von insgesamt 21 Länderspielen, bei denen er viermal als Mannschaftskapitän auflief, absolvierte er im September 1928 gegen Lettland in Riga.

## Leben
August Lass war verheiratet mit Ariadna Lass (geb. Pung) und hatte zwei Söhne. August Lass starb 1962 im Alter von 59 Jahren. Er wurde auf dem Friedhof Rahumäe in seiner Heimatstadt Tallinn beerdigt.

## Erfolge
mit dem JK Tallinna Kalev:
- Estnischer Meister: 1923

mit dem Tallinna JK:
- Estnischer Meister: 1926, 1928